# Departamento Santa Catalina
Das Departamento Santa Catalina liegt im Norden der Provinz Jujuy im Nordwesten Argentiniens und ist eine von 16 Verwaltungseinheiten der Provinz. Es grenzt im Westen und Norden an Bolivien, im Osten an das Departamento Yavi und im Süden an das Departamento Rinconada. Die Hauptstadt des Departamentos ist das gleichnamige Santa Catalina.

## Bevölkerung
Gemäß dem Zensus von 2001 hat das Departamento Santa Catalina 3.140 Einwohner (INDEC, 2001). Nach Schätzungen des INDEC ist die Bevölkerung im Jahr 2005 auf 3.353 Einwohner gestiegen.

## Städte und Gemeinden
Das Departamento Santa Catalina besteht aus folgenden Gemeinden und Siedlungen:
| - Cabreria - Calahoyo - Cañuelas - Casira - Cieneguillas - Cusi Cusi - Ciénaga - El Angosto - Guayatayoc - Hornillos - La Ciénaga - Misarrumi - Oratorio | - Oros - San Juan de Oros - Santa Catalina - Puesto Grande - Piscuno - Timon Cruz - Rodeo Chico - San Juan de Oro - San Leon - La Ciénaga - Paicone - San Francisco - Yoscaba |

Koordinaten: 21° 54′ S, 66° 6′ W